# Легион (сериал)
„Легион“ (на английски: Legion) е американски сериал по идея на Ноа Хоули.
Базиран е на антигероя Легион на Марвел Комикс. Първият сезон на сериала съдържа осем епизода и ще излиза по Еф Екс през 2017 г. Сериалът е част от света на филмовата поредица Х-Мен. Снимките започват през март 2016 г.
На 1 юни 2018 г. сериалът е подновен за трети сезон, койти започва през юни 2019 г. и служи за край на сериала.

## Резюме
В първия сезон, започва историята на Дейвид Халър, диагностициран с шизофрения като дете и вкаран в психодиспансер. Там той се сприятелява с Лени и се влюбва в Сидни Барет и скоро открива, че той и Сидни са мутанти. Той разбира, че гласовете които чува и чудовищата които вижда може би са истински. Когато тайна правителствена организация идва за тях, Дейвид и Сидни трябва да избягат и да се доберат до терапевта Мелани Бърд и отбора и от мутанти Птономи, Кери и Кари.
Във втория сезон, след като Дейвид премахва паразита Амал Фарук / Сенчестият Крал от главата си, той и приятелите му се присъединяват към Дивизия 3 и тръгват на лов за злодея, преди той да успее да се добере до тялото си. Приятелите на Дейвид започват да се чудят кой представлява по-голяма опасност за света - Фарук или Дейвид?
В третия сезон, Дивизия 3, Сидни и Фарук искат да убият Дейвид, защото вярват, че той ще унищожи света. Дейвид / Легион, търси помощ от пътешественика във времето Ключ, за да спре Фарук в миналото, преди да влезе в главата му. За целта, той ще трябва да се съюзи с баща си в миналото - Чарлз Екзевиър / Професор Х.

## Актьорски състав
- Дан Стивънс – Дейвид Чарлз Халър / Легион
- Рейчъл Келър – Сидни „Сид“ Барет
- Джийн Смарт – Мелани Бърд
- Обри Плаза – Лени Бъскър и Амал Фарук / „Лени Бъскър“ / Сенчестият Крал
- Джеръми Харис – Птономи Уолъс
- Амбър Мидтъндър – Кери Лудермилк
- Бил Ъруин – Кари Лудермилк
- Кейти Аселтън – Ейми Халър
- Джемейн Клемент – Оливър Бърд
- Хамиш Линклейтър – Кларк Дебюси
- Навид Негабан – Амал Фарук / Сенчестият Крал
- Лорен Цай – Джиа-йи / Ключ

## „Легион“ в България
В България сериалът започва локалната версия на Fox от началото на 2017 г. На 4 април 2018 г. започва втори сезон. Дублажът е на студио Доли. Ролите се озвучават от артистите Ася Рачева, Мина Костова, Мими Йорданова, Росен Русев, Светломир Радев и Петър Бонев.